# Kylmänjärvi (sjö i Kuhmo, Kajanaland, Finland)
Kylmänjärvi eller Kylmäjärvi är en sjö i Finland. Den ligger i kommunen Kuhmo i landskapet Kajanaland, i den östra delen av landet, 500 km nordost om huvudstaden Helsingfors. Kylmänjärvi ligger 240 meter över havet. I omgivningarna runt Kylmänjärvi växer i huvudsak barrskog. Den är 14,7 meter djup. Arean är 47,3 hektar och strandlinjen är 3,84 kilometer lång. Sjön  ingår i Uleälvens huvudavrinningsområde. 